# Яроцька Валентина Григорівна
Валентина Григорівна Яроцька (1936 — ?) — українська радянська діячка, новатор виробництва, оксидувальниця Львівського електролампового заводу. Депутат Верховної Ради УРСР 8-го скликання.

## Життєпис
З 1950-х років — оксидувальниця, бригадир Львівського електролампового заводу (згодом — НВО «Кінескоп»).

## Нагороди
- ордени;
- медалі.